# Vaux-lès-Palameix
Vaux-lès-Palameix è un comune francese di 47 abitanti situato nel dipartimento della Mosa nella regione del Grand Est.

## Società

### Evoluzione demografica
Abitanti censiti